# Маскијура (Фрозиноне)
Маскијура је насеље у Италији у округу Фрозиноне, региону Лацио.
Према процени из 2011. у насељу је живело 55 становника. Насеље се налази на надморској висини од 377 м.